# 設計思考
設計思考或設計思維（Design Thinking）是一種創意思考，強調以人為本的解決問題方法論，透過從人的需求出發，為各種議題尋求創新解決方案，並創造更多的可能性。IDEO設計公司總裁提姆·布朗曾在《哈佛商業評論》定義：「設計思考是以人為本的設計精神與方法，考慮人的需求、行為，也考量科技或商業的可行性。」

設計思考，與分析式思考（analytical thinking）相較之下，在「理性分析」層面是有很大不同的，設計思考是一種較為「感性分析」，並注重「了解」、「發想」、「構思」、「執行」的過程。目前多數教學都將設計思考過程，濃縮成五大步驟「同理心」、「需求定義」、「創意動腦」、「製作原型」、「實際測試」。
設計思考是一個創意解難的過程，透過運用設計思考工具中的的元素，例如同理心、實驗等，以達致一個創新的解決方案。透過採用設計思考所作出的決定，是基於潛在客戶真正希望得到的事物，而非只基於歷史數據; 或是基於證據而非透過直覺而作出的帶有風險的決定。

## 精神
以史丹佛大學普拉特纳设计学院（D-School）的設計思考訓練，提出一些在設計思考中具備的精神，如下所示：
1. 以人為本：以人為設計的出發點，運用同理心，站在用家及各個持分者的角度，發掘他們的需求、需要及痛點，並以此為基礎，思考真正貼近用家的設計。
2. 及早失敗：設計思考鼓勵及早失敗的心態，寧可在早期成本與時間投入相對較少的狀況，早點知道失敗，並作相對應的修正。如此一來，損失會較已完成一定程度，投入巨大資本的狀況更不嚴重。
3. 跨域團隊合作：不同領域背景的成員，具有不同的專長，不同的觀點在看待事物。因此，一個跨域的創新團隊，不只是能夠做出跨領域整合的成果。此外，透過不同的觀點討論，也更容易激發出更多創新的可能。
4. 邊學邊做：動手學習，實地動手做出原型。不論成功與否，都能由實作的過程中，更進一步去學習。
5. 快速原型製作：原型製作，由粗略且簡易的模型開始。很快的完成，以供快速反覆的修正。

## 設計思考流程
設計思考不是只有單向的流程，它也可以迭代，隨著演進全世界針對不同對象也有不同的版本，但簡單的線性流程可分於下述數個單元所組成。
- Empathy（同理心）: 同理心的意思，在中文之中近似於體驗、體諒、體察三者的綜合體。即以使用者為中心的設計，透過多元的方式了解使用者（包含訪問、田野調查、體驗、問卷...等等），協助設計思考家能以使用者的角度出發，找尋使用者真正的問題、需求。

- Define（需求定義）:需求定義是將「同理心」步驟中蒐集到的眾多資訊，經過「架構」、「刪去」、「挖深」、「組合」後（可交互使用），對問題重新的作更深入的定義，就像探索水平面下的冰山，更進一步找出使用者真正的需求，並用簡短的一句話定義使用者的需求。

- Ideate（創意動腦）:創意動腦的過程中，是要發顯出眾多的解決方案來解決「需求定義」的步驟中所找出的問題。發想的過程透過三不五要的原則，激發出腦內無限的創意點子，並透過不同的投票標準找出真正適合的解決方案。三不五要：不要打斷、不要批評、不要離題。要延續他人想法、要畫圖、要瘋狂、數量要多、要下標題。

- Prototype（製作原型）:在設計流程之中，採用製作一個原型（Prototype）之意，透過一個具體的呈現方法，可以作為團隊內部或是與使用者溝通的工具，並可透過做的過程讓思考更加明確，是一個動手思考的過程[3]。此外，可以由簡略的草圖呈現，進一步不斷修整進而達到更完美的效果。在本階段的產出結果，會作為測試之用。

- Test（實際測試）:實際測試是利用前一個階段製作出的原型與使用者進行溝通，透過情境模擬，使使用者可以測試是否適用，並從中觀察使用者的使用狀況、回應等，透過使用者的反應，重新定義需求或是改進我們的解決辦法，並更加深入的了解我們的使用者。

## 設計相關工具
Visio;Project;Paper Writing;Team Work and Concern Management

## 另見
- IDEO
- 哈索普拉特納設計學院（英语：Hasso Plattner Institute of Design）

## 外部連結
- 設計思考-教育人員資源網站 （页面存档备份，存于）
- 《設計與思考》紀錄片官網 （页面存档备份，存于）
- 敏捷设计思考 - 捷伴行Agile （页面存档备份，存于）